# John Thornborough
John Thornborough (ur. 1551, zm. 1641) – angielski biskup anglikański.

## Życiorys
John Thornborough urodził się w Salisbury. Jego ojcem był Giles Thornborough. Ukończył Magdalen College w Oksfordzie. Najpierw, 1 kwietnia 1573 uzyskał bakalaureat, następnie 27 czerwca 1575 magisterium. Był kapelanem hrabiego Henry'ego Herberta, hrabiego Pembroke, a potem królowej Elżbiety I Wielkiej. Następnie był dziekanem Yorku i biskupem kolejno Limerick (1593), Bristolu (1603) i Worcester (1617). W tej ostatniej diecezji był następcą Henry'ego Parry'ego. Wyróżniał się tolerancją wobec purytanów, którzy z niechęcią odnosili się do kościoła episkopalnego. Zmarł w 1641 roku i został pochowany w katedrze w Worcester. Był dwukrotnie żonaty. Z pierwszego małżeństwa miał dwóch synów, Benjamina i Edwarda. Z drugiego związku z Elizabeth Bayles z Suffolk, miał syna Thomasa. 

## Dzieła
John Thornborough był autorem dzieła o tematyce alchemicznej, zatytułowanego Lithotheorikos, wydanego w roku 1621. Oprócz tego napisał traktaty historyczne i teologiczne, w tym rozprawę o Eucharystii The Last Will and Testament of Jesus Christ, touching the Blessed Sacrament of his Body and Blood (1630).